# Marguerite de Bourbon-Vendôme
 (février 2016).
Si vous disposez d'ouvrages ou d'articles de référence ou si vous connaissez des sites web de qualité traitant du thème abordé ici, merci de compléter l'article en donnant les références utiles à sa vérifiabilité et en les liant à la section « Notes et références ».
Marguerite de Bourbon-Vendôme, duchesse de Nevers, comtesse d'Eu, de Dreux et de Rethel, née le 26 octobre 1516 et morte au château de La Chapelle-d'Angillon le 20 octobre 1559, est la fille de Charles IV de Bourbon, duc de Vendôme (1489-1525) et de Françoise d'Alençon (1490-1550).

## Biographie
Elle est la sœur aînée d'Antoine de Bourbon (1518-1562) duc de Vendôme et roi de Navarre, père du futur Henri IV.
Elle épouse, le 19 janvier 1538, François Ier de Clèves, duc de Nevers, pair de France. Ils ont alors vingt-et-un ans. Son père n'assistera pas au mariage, étant mort l'année précédente à Amiens.
Cinq enfants naîtront de son mariage :
- François II de Nevers (1540-1562), qui épouse en 1561 Anne de Bourbon-Montpensier (1540-1572), fille de Louis III de Montpensier.
- Henriette de Nevers, (31 octobre 1542-1601), duchesse de Nevers, comtesse puis duchesse, en 1581, de Rethel, mariée en 1566 à Louis IV de Gonzague-Nevers.
- Jacques de Clèves (1er octobre 1544-1564), duc de Nevers, comte de Rethel, marié en 1558 à Diane de La Marck, fille de Robert IV de La Marck.
- Catherine de Clèves (1548-1633), mariée en 1560 au prince Antoine de Croy puis en 1570 à Henri Ier de Guise.
- Marie de Clèves (1553-1574), mariée en 1572 à Henri Ier de Bourbon-Condé.

Le 14 septembre 1550, sa mère Françoise d'Alençon meurt au château de La Flèche. Trois ans plus tard, âgée de 36 ans, elle donne le jour à une troisième fille, Marie de Clèves, princesse de Condé, qui sera le grand amour de jeunesse d'Henri de Valois, duc d'Orléans et futur Henri III, roi de France.
Elle meurt au château de La Chapelle d'Angillon, le 20 octobre 1559, six jours avant ses 43 ans.